# Karl Friedrich Friesen

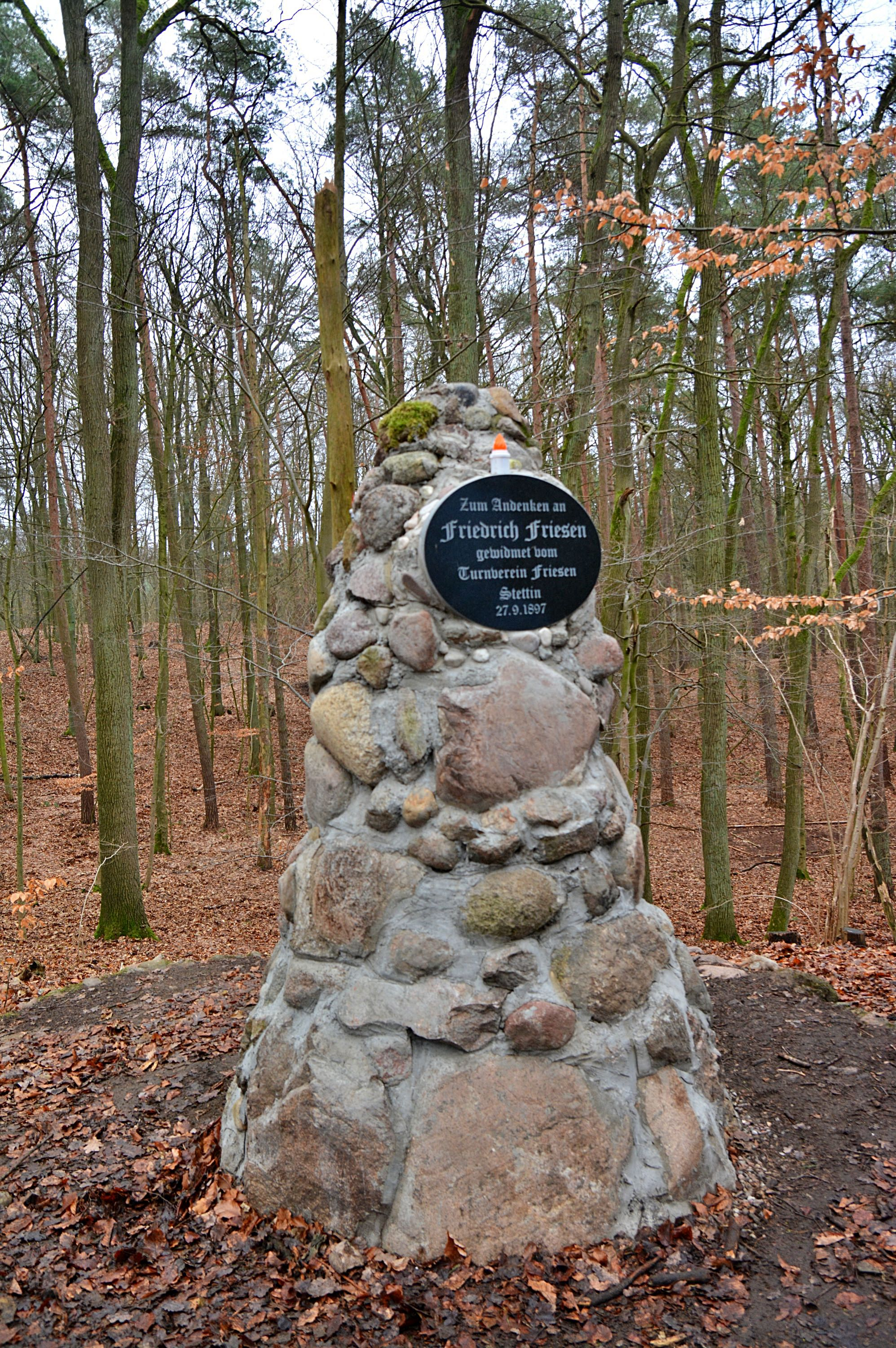
Pomnik Friedricha Friesena w Szczecinie (odbudowany w 2021 r.)

Karl Friedrich Friesen (ur. 25 września 1784 w Magdeburgu, zm. 16 marca 1814 w Lalobbe) – niemiecki żołnierz i jeden z najważniejszych propagatorów gimnastyki.

## Życiorys
Studiował na Akademii Architektury w Berlinie, współpracował z A. Humboldtem, a w latach 1810–1812 wspólnie z F. Jahnem tworzył podstawy niemieckiej gimnastyki, m.in. otwierał sale gimnastyczne i kryte baseny oraz powierzono mu kierownictwo berlińskiego stowarzyszenia gimnastycznego. W 1813 r. pomagał w organizowaniu freikorpsów (korpusów ochotników) jako adiutant majora von Lützow. Po klęsce w starciu z wojskami Napoleona został pojmany i rozstrzelany przez Francuzów w Lalobbe w Ardenach. W 1843 r. został uroczyście pochowany na cmentarzu wojskowym w Berlinie. Był często opisywany w literaturze niemieckiej (m.in. Ernst Moritz Arndt).